# Blondie (album)
Blondie is de naam van het debuutalbum van Blondie. Het werd in 1976 uitgebracht op Private Stock Records. De eerste single "X-Offender" heette eerst "Sex Offender" maar de radiozenders wilden geen song met zo'n controversiële titel draaien.
Na teleurstellende verkoopcijfers werd de band door de platenmaatschappij afgestoten. Chrysalis Records contracteerde de band en bracht het album opnieuw uit in 1977, samen met de single "Rip Her to Shreds".

## Tracks
1. "X-Offender" (Harry, Valentine) - 3:14
2. "Little Girl Lies" (Harry) - 2:07
3. "In the Flesh" (Harry, Stein) - 2:33
4. "Look Good in Blue" (Destri) - 2:55
5. "In the Sun" (Stein) - 2:39
6. "A Shark in Jet's Clothing" (Destri) - 3:39
7. "Man Overboard" (Harry) - 3:22
8. "Rip Her to Shreds" (Harry, Stein) - 3:22
9. "Rifle Range" (Stein, Toast) - 3:41
10. "Kung-Fu Girls" (Destri, Harry, Valentine) - 2:33
11. "Attack of the Giant Ants" (Stein) - 3:34